# 1922 County Championship
Navigation
Édition précédente Édition suivante
Le 1922 County Championship fut le vingt-neuvième  County Championship. Le Yorkshire a remporté son onzième titre de champion.
Le nombre minimum de matches requis pour se qualifier pour le championnat a été porté à onze à domicile et à l'extérieur.

## Classement
Le classement final a été décidé en calculant le pourcentage de points possibles.
| Equipe           | Pld | W  | L  | DWF | DLF | NR | Pts | %Fin  |
| ---------------- | --- | -- | -- | --- | --- | -- | --- | ----- |
| Yorkshire        | 30  | 19 | 2  | 6   | 2   | 1  | 107 | 73.79 |
| Nottinghamshire  | 28  | 17 | 5  | 4   | 0   | 2  | 93  | 71.53 |
| Surrey           | 24  | 13 | 1  | 6   | 3   | 1  | 77  | 66.95 |
| Kent             | 28  | 16 | 3  | 3   | 5   | 1  | 86  | 63.70 |
| Lancashire       | 30  | 15 | 7  | 2   | 4   | 2  | 79  | 56.42 |
| Hampshire        | 28  | 13 | 6  | 3   | 4   | 2  | 71  | 54.61 |
| Middlesex        | 22  | 10 | 6  | 3   | 3   | 0  | 56  | 50.90 |
| Essex            | 26  | 7  | 4  | 6   | 5   | 4  | 47  | 42.72 |
| Sussex           | 30  | 11 | 16 | 1   | 2   | 0  | 57  | 38.00 |
| Somerset         | 24  | 6  | 11 | 6   | 1   | 0  | 42  | 35.00 |
| Derbyshire       | 22  | 6  | 10 | 2   | 2   | 2  | 34  | 34.00 |
| Warwickshire     | 28  | 8  | 15 | 0   | 2   | 3  | 40  | 32.00 |
| Gloucestershire  | 28  | 8  | 17 | 1   | 1   | 1  | 42  | 31.11 |
| Leicestershire   | 26  | 6  | 11 | 4   | 4   | 1  | 38  | 30.40 |
| Northamptonshire | 22  | 5  | 14 | 0   | 2   | 1  | 25  | 23.80 |
| Glamorgan        | 22  | 1  | 18 | 1   | 1   | 1  | 7   | 6.66  |
| Worcestershire   | 26  | 1  | 16 | 1   | 8   | 0  | 7   | 5.38  |